# فنسنت دي بوفيه
فنسنت دي بوفيه (بالفرنسية: Vincent de Beauvais)‏ كان راهباً دومينيكانياً عاش في الفترة التقريبية ما بين سنتي 1184 أو 1194 إلى 1264 في دير سيسترسي في فرنسا.
عمل فنسنت دي بوفيه بالكتابة، ويعرف له العمل الموسوعي المعروف باسم Speculum Maius (المرآة العظيمة) والذي جمع فيه أعمال عدد من المؤلفين في القرون الوسطى.